# Джунглівниця короткохвоста
Джунглівниця короткохвоста (Vauriella gularis) — вид горобцеподібних птахів родини мухоловкових (Muscicapidae). Ендемік Калімантану.

## Таксономія
Короткохвосту джунглівницю раніше відносили до роду Джунглівниця (Rhinomyias), однак дослідження 2010 року показало, що рід є поліфілітичним. За результатами дослідження низку видів, зокрема короткохвосту джунглівницю було переведено до відновленого роду Vauriella.

## Поширення і екологія
Короткохвості джунглівниці живуть в гірських тропічних лісах Калімантану, зокрема в горах Мератус. Гніздо відкрите, чашоподібне, встелене мохом, розміщується зазвичай між епіфітів